# Christy (serie televisiva)
Christy  è una serie televisiva statunitense in 20 episodi trasmessi per la prima volta nel corso di 2 stagioni dal 1994 al 1995.
È basata sul romanzo Christy del 1967 di Catherine Marshall. È una serie del genere drammatico ambientata nel 1912 in Tennessee che ruota intorno alle vicende di Christy Huddleston, una maestra appena arrivata nel villaggio di Cutter Gap che si trova spesso contrapposta ai modi antiquati della popolazione locale.

## Personaggi e interpreti

### Personaggi principali
- Christy Huddleston (20 episodi, 1994-1995), interpretata da Kellie Martin.
- Dottor Neil MacNeill (20 episodi, 1994-1995), interpretato da Stewart Finlay-McLennan.
- Alice Henderson (20 episodi, 1994-1995), interpretata da Tyne Daly (vinse un Emmy Award).
- Reverendo David Grantland (20 episodi, 1994-1995), interpretato da Randall Batinkoff.
- Ruby Mae Morrison (20 episodi, 1994-1995), interpretata da Emily Schulman.
- Fairlight Spencer (19 episodi, 1994-1995), interpretato da Tess Harper.
- Jeb Spencer (15 episodi, 1994-1995), interpretato da Bruce McKinnon.
- Little Burl Allen (14 episodi, 1994-1995), interpretato da Andy Nichols.
- Creed Allen (14 episodi, 1994-1995), interpretato da Clay Jeter.
- Sam Houston Holcombe (13 episodi, 1994-1995), interpretato da Kyle Hudgens.

### Personaggi secondari
- Mountie O'Teale (11 episodi, 1994-1995), interpretata da Alyssa Hmielewski.
- Zio Bogg (11 episodi, 1994-1995), interpretato da Frank Hoyt Taylor.
- Zady Spencer (10 episodi, 1994-1995), interpretata da Jenny Krochmal.
- Rob Allen (9 episodi, 1994-1995), interpretato da Jack Landry.
- Mary Allen (9 episodi, 1994-1995), interpretata da Bonita Allen.
- Ben Pentland (8 episodi, 1994-1995), interpretato da Chelcie Ross.
- Bob Allen (8 episodi, 1994-1995), interpretato da Jeffrey Buckner Ford.
- Daniel Scott (7 episodi, 1995), interpretato da LeVar Burton.
- Isaak McHone (7 episodi, 1994-1995), interpretato da Trip Cogburn.
- Becky O'Teale (6 episodi, 1994-1995), interpretata da Kelley Clark.
- Bird's Eye Taylor (6 episodi, 1994-1995), interpretato da Mike Hickman.
- Ida Grantland (6 episodi, 1994-1995), interpretata da Annabella Price.
- John Spencer (6 episodi, 1994-1995), interpretato da Sam Tyler-Wayman.
- Ault Allen (5 episodi, 1994-1995), interpretato da Roger Bright.
- Hattie McCabe (5 episodi, 1994-1995), interpretata da Judy Collins.
- Zack Holt (5 episodi, 1994-1995), interpretato da Jayson DeButy.
- Lulu Spencer (5 episodi, 1994-1995), interpretata da Katie Duckett.
- Swannie O'Teale (5 episodi, 1994-1995), interpretato da Collin Wilcox Paxton.
- Tom McHone (5 episodi, 1994-1995), interpretato da Andy Stahl.

## Produzione
La serie fu prodotta da Family Productions, MTM Enterprises e The Rosenzweig Company e girata a Townsend nel Tennessee. Le musiche furono composte da Ron Ramin.

### Registi
Tra i registi sono accreditati:
- Michael Ray Rhodes
- Michael Lange
- Sharron Miller
- Gene Reynolds
- Joel Rosenzweig
- Alexander Singer

### Sceneggiatori
Tra gli sceneggiatori sono accreditati:
- Tom Blomquist in 4 episodi (1994-1995)
- Patricia Green in 2 episodi (1994-1995)
- Catherine Marshall
- Dawn Prestwich
- Nicole Yorkin

## Distribuzione
La serie fu trasmessa negli Stati Uniti dal 3 aprile 1994 al 17 agosto 1995 sulla rete televisiva CBS. In Italia è stata trasmessa dal 1996 su Rete 4 con il titolo Christy. È stata distribuita anche in Francia con il titolo Christy.

## Episodi
| Stagione         | Episodi | Prima TV USA |
| ---------------- | ------- | ------------ |
| Prima stagione   | 8       | 1994         |
| Seconda stagione | 13      | 1994-1995    |